# 長沢ゆりか
長沢 ゆりか（ながさわ ゆりか、1968年1月27日 - ）は日本の女性歌手、シンガーソングライター、女性声優、元アイドル。
福島県須賀川市出身。堀越高等学校卒業。
当初は「長沢由利香」名義でデビュー。1988年に 「由利香」に改名。1993年からは「長沢ゆりか」に改名した。所属芸能事務所は「有限会社ミュージカル アンリミテッド」（屋号：Peak A Soul+）。

## 人物
1983年、日本テレビ系列の歌謡番組『ザ・トップテン』のリハーサルシンガーに起用された後、 1985年に『恋はショッキング・ブルー』でアイドルとしてデビューし、2枚のシングルを残した。堀越高校では、南野陽子・本田美奈子・長山洋子などたくさんの芸能人がいる学年だった。
1992年には地元のラジオ福島でレギュラー番組を持つ。コナミに移籍してからはコンスタントにシングルをリリース。1990年代後半からはゲーム関係の曲を歌うことが多くなり、声優に楽曲を提供したりしている。

## 音楽

### シングル
「長沢由利香」名義

- 1.恋はショッキング・ブルー／Nice　To　Meet　You（ポリドール　1985年9月1日）
  - 作詞：宮哲郎、作曲・編曲：川口真

『Flower Pops vol.5 幻のビューティアイドル』、『80‘sメモリアル・アイドル ファースト・キッス』、『金沢の歌　～金沢ヒット歌謡曲のすべて～』に収録。
「由利香」名義

- 2.My　Berry　Time／Birthday　Of　My　Love（ポリドール 1988年4月1日）

「長沢ゆりか」名義
- 3.HEAVEN DAY （スターランド　 1993年8月21日）
  - 作詞：長沢ゆりか、作曲：土井淳一

- 4.My Dear… （コナミ　1995年6月21日）
  - 作詞：長沢ゆりか、作曲：土井淳一、編曲：村田利秋

文化放送系ラジオドラマ『もっと!ときめきメモリアル』エンディング・テーマ、プレイステーションソフト『ときめきメモリアル ～forever with you～』CMソング
- 5.だきしめてよ （コナミ　1995年11月22日）
  - 作詞・作曲：長沢ゆりか、編曲：西脇辰弥

文化放送ラジオドラマ『もっと!ときめきメモリアル』エンディング・テーマ
- 6.「愛が永遠を止めてゆく」（コナミ　1996年8月21日）
  - 作詞：井上秋緒、作曲：朝井泰生、編曲：福田裕彦

コナミ社ゲーム『ライトニングレジェンド 大悟の大冒険』エンディング・テーマ
- 7.蜃気楼（コナミ　1996年12月21日　マキシシングル）
  - 作詞：柚木美祐、作曲：鵜島仁文、編曲：福田裕彦

コナミ社ゲーム『ライトニングレジェンド 大悟の大冒険』オープニング・テーマ
- 8.強いつばさで （コナミ　1997年4月23日）
  - 作詞：長沢ゆりか、作曲：朝井泰生、編曲：福田裕彦

文化放送「COME ON ! FUNKY LIPS」エンディングテーマ、コナミ「db-FM」開局記念イメージ・ソング
- 9.さんざんな恋しても　（コナミ　1997年6月21日）
  - 作詞：谷亜ヒロコ、作曲：ながつきまろん、編曲：山内薫

FN系「ドクターハックルベリー」エンディング・テーマ
- 10.エル・ニール　（コナミ　1997年9月3日）
  - 作詞：柚木美祐、作曲：鵜島仁文、編曲：福田裕彦

### アルバム
1. Crescendo　（コナミ　1995年12月6日）
2. Rumor　（コナミ　1997年3月5日）
3. 1999・Voce　（コナミ　1999年3月26日）

### その他主題歌など
- 福島放送『あいうえお天気目玉焼きＬ』エンディングテーマ（1993年）
- 『瞳はVenus』（1995年、文化放送系『ツインビーパラダイス2』エンディングテーマ、アルバム『Crescendo』収録曲）
- 『彼には彼女がいたから』（1995年、文化放送系『もっと!ときめきメモリアル』エンディング・テーマ、アルバム『Crescendo』収録曲）
- 『LUV to me』（English.Ver）（1999年1月、コナミ　アーケード用ゲーム『beatmania complete MIX』収録曲） - 作詞：長沢ゆりか 作曲：土井淳一
- 『LOVE FIRE』（1999年1月、『pop'n music 2』収録曲）

3rdアルバム『1999・Voce』や『pop'n music Vocal Best』に収録 - 作詞：長沢ゆりか 作曲・編曲:福田裕彦
- SONY.C.E.I. PlayStation 2用ソフト『ボクと魔王』テーマ曲等（2001年）
- コナミ.アーケードゲーム.ビートマニアシリーズ『パラパラパラダイス』収録曲（2000年）
- コナミ アーケードゲーム『ダンスダンスレボリューション・キッズ』収録曲（2000年）
- 『Truth』（2001年8月、ドリームキャスト用ゲームソフト『火焔聖母』オープニングテーマ） - 作詞・作曲：長沢ゆりか　編曲：鈴木雅也
- 『Escapes from your love』（2001年11月、PlayStation用ソフト『pop'n music 5』収録曲） - 作曲・編曲：後田信二
- 『Pride』（2002年11月、PlayStation 2用ソフト『pop'n music 7』収録曲） - 作詞：長沢ゆりか　作曲・編曲：水野達也
- 『Flame』（女子プロレスラー門倉凛入場曲）- 作詞・作曲：長沢ゆりか[1]

### 楽曲提供
- 大谷育江
- 金月真美
- 岩男潤子
- 速水奨

## 出演

### ラジオ
- ラジオ福島『長沢ゆりかのストーリーズ　オブ　ストーリーズ』（1992年）
- 文化放送『もっと!ときめきメモリアル』ラジオドラマにDJ役で不定期出演（1995年 - 1996年）
- JFN系3局『ドクターハックルベリー』の第1週・第2週担当（「長沢ゆりかのAngel Kiss」、1997年）
- db-FM『長沢ゆりかのハートフルカフェ』（1997年3月17日 - 2007年5月24日）